# Karl Hermann Wolf

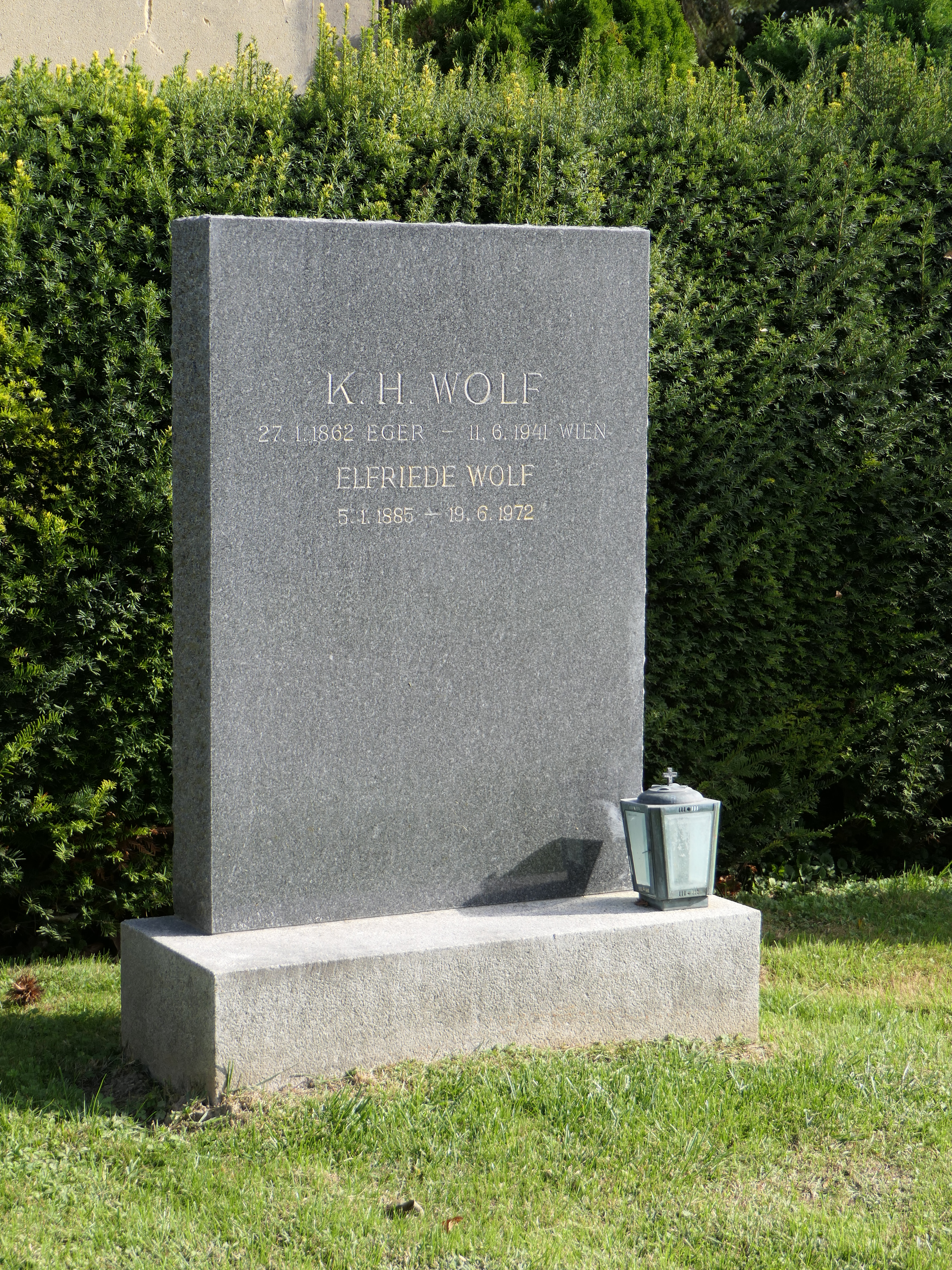
Hrob ve Vídni

Karl Hermann Wolf (27. ledna 1862 Cheb – 11. června 1941 Vídeň) byl rakouský a český novinář, publicista a politik německé národnosti, na přelomu 19. a 20. století poslanec Českého zemského sněmu a Říšské rady; jeden z předáků německorakouského nacionalistického, všeněmeckého proudu.

## Biografie
Vystudoval gymnázium v Liberci a práva na německé univerzitě v Praze. Působil jako novinář a publicista. Psal pro listy Deutsche Volkszeitung, Deutsche Volksblatt a Deutsche Wacht. Podílel se na práci na konverzačním slovníku. Angažoval se veřejně a politicky, byl předákem německorakouských spolků.
V 90. letech patřil spolu s Georgem von Schönererem mezi hlavní osobnosti všeněmeckého hnutí v Rakousku. Tento politický proud se definoval národnostně radikálně, byl kritický k Rakousku-Uhersku a naopak hlásal blízkost s Německou říší. Všeněmci se výrazně podíleli na protestním německém hnutí proti Badeniho jazykovým nařízením z roku 1897, která měla zvýšit úřední status češtiny. Na zasedání Říšské rady na jaře 1897 označil Wolf tato nařízení za neslýchaný a frivolní atentát na Němce. Po sérii slovních potyček, ve kterých Wolf urážel českou národnost, byl poslancem Ignátem Hořicou označen za „nestoudného chlapa", což Wolf použil jako záminku k vyzvání na souboj. Hořica přijal a zvolil si šavle. Poslanci se střetli 8. května 1897 v 9 h v Josefských kasárnách. Oba, Wolf však více, byli poraněni na rukou. (Hořicovo zraněni vzniklo kvůli nedbalosti jeho sekundantů.) Oficiálním vítězem souboje byl uznán Hořica. Během rozpravy v září 1897 zase předsedu vlády Kazimíra Felixe Badeniho označil za polského padoucha. Badeni si u císaře vyžádal souhlas s vyzváním Wolfa na souboj. Ten se odehrál 25. září 1897. Badeni byl při něm raněn do pravé ruky.
Na přelomu století se zapojil i do zemské politiky. V doplňovacích volbách roku 1897 a opět roku 1899 byl zvolen do Českého zemského sněmu v kurii venkovských obcí (volební obvod Teplice, Duchcov, Bílina). Mandát obhájil za týž obvod v řádných volbách v roce 1901. Politicky patřil tehdy k Všeněmeckému sjednocení. Uspěl i ve volbách v roce 1908, nyní jako člen a zakladatel Německé radikální strany, která vznikla, když se skupina okolo Wolfa odtrhla od všeněmecké skupiny vedené Georgem von Schönererem.
Dlouhodobě rovněž zasedal v Říšské radě (celostátní zákonodárný sbor), kam poprvé usedl po volbách roku 1897, zvolen byl za městskou kurii v obvodu Trutnov, Vrchlabí atd. Za týž obvod uspěl i ve volbách roku 1901 (v nich všeněmecké parlamentní zastoupení výrazně vzrostlo.). Rezignaci oznámil na schůzi 29. listopadu 1901, ale opětovně byl zvolen v následné doplňovací volbě a znovu složil slib 4. února 1902. Opětovně byl zvolen i ve volbách roku 1907, konaných již podle všeobecného a rovného práva (obvod Čechy 95). Usedl do poslanecké frakce Německý národní svaz, v jehož rámci zastupoval Německou radikální stranu. V témž poslaneckém klubu zasedal i po dalších volbách roku 1911.
Po válce zasedal ještě v letech 1918–1919 jako poslanec Provizorního národního shromáždění Německého Rakouska (Provisorische Nationalversammlung).
Zemřel 11. června 1941 ve Vídni, pohřbený byl v evangelické části Vídeňského ústředního hřbitova.